# Massacre de Lisbonne de 1506

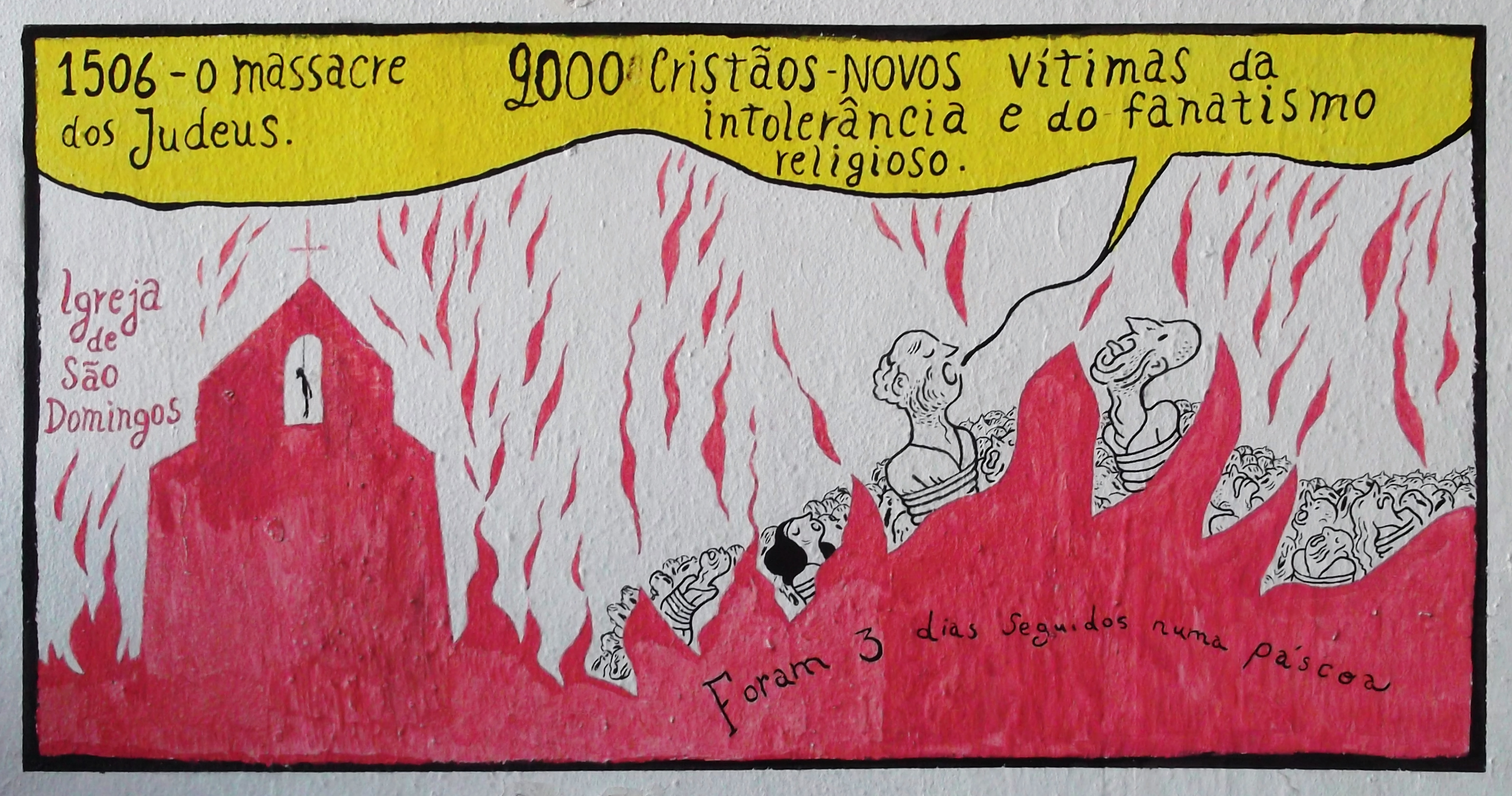
Histoire de Lisbonne, panneau mural de N. Saraiva, rue Norberto de Araújo à Lisbonne

Le massacre de Lisbonne connu aussi sous les noms de pogrom de Lisbonne (pogrom de Lisboa) ou tuerie de la Pâques 1506 (Matança da Páscoa de 1506) est un massacre qui eut lieu dans les rues de Lisbonne, au Portugal, entre le 19 et le 21 avril 1506. Durant ces trois jours, des milliers de Juifs, récemment convertis de force au catholicisme, furent traqués, torturés, violés, massacrés et brûlés par la foule catholique. Le bilan de ce massacre est d'environ 2 000 morts.

## Contexte
La persécution des Juifs dans la péninsule Ibérique remonte au XIVe siècle avec les émeutes sanglantes de 1391 dont celle contre la juiverie de Séville qui font de nombreux morts.
La même année, au Portugal, le roi Jean Ier, obligeait les Juifs à porter sur leurs vêtements une étoile rouge à six branches, pour les distinguer du reste de la population. Auparavant, Pierre Ierde Portugal, appliquant les directives du quatrième concile du Latran, les avait obligés à résider dans les juiveries.
À la fin du XIVe siècle, en pleine crise de succession, la population de Lisbonne entre déjà dans la juiverie pour la piller. Il semble que le prétexte du soutien de certains membres de la communauté juive au parti de la reine Éléonore Teles de Menezes, proche de la Castille, ait déclenché cette réaction de colère populaire.
Après avoir été convertis ou expulsés d'Espagne par les Rois catholiques, en 1492 - année cruciale, de nombreux Juifs trouvent refuge au Portugal, moyennant paiement exigé à l'arrivée par les autorités portugaises,. Près de 93 000 Juifs viennent se joindre à la communauté juive déjà présente dans le pays.
Manuel Ier du Portugal qui se montre d'abord tolérant, change de politique dès 1497, sous la pression des rois espagnols : après son mariage avec Isabelle d’Aragon en 1497, le monarque ordonne à son tour l’expulsion des juifs de son pays (« le baptême ou l'exil »). Néanmoins, afin de ne pas priver le Portugal de l'apport des Juifs qui occupaient des positions importantes dans la société (médecins, banquiers, commerçants, etc.), il se ravise et ordonne un vendredi des baptêmes contraints pour le dimanche suivant : à peu près cent vingt mille Juifs sont alors convertis au catholicisme en quelques jours, avec, à présent, interdiction d'émigrer. Ces conversos sont dès lors désignés sous le titre de« nouveaux chrétiens » les distinguant des « vieux chrétiens ». Parmi eux, des marranes, ces Juifs convertis de force mais continuant à pratiquer leur religion en secret (crypto-judaïsme).

## Le massacre

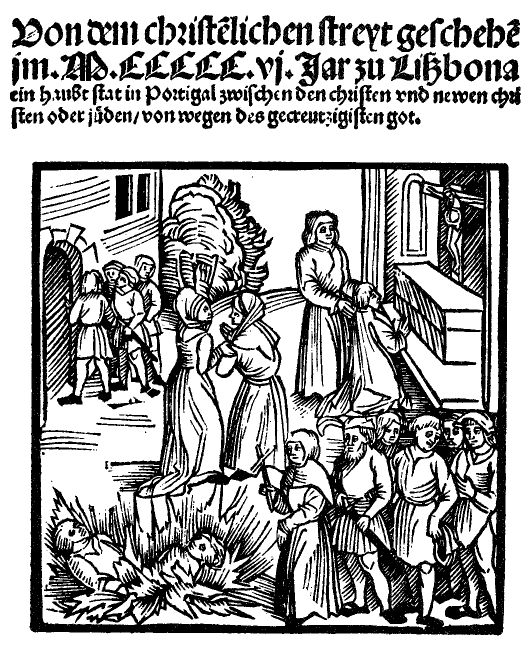
Massacre des juifs et nouveaux chrétiens par les chrétiens à Lisbonne, publication de Nuremberg, 1506.

Le massacre aurait commencé au (pt) couvent de São Domingos à Lisbonne le 19 avril 1506 : ce dimanche de Pâques, alors que les fidèles prient pour la fin de la sécheresse, de la faim et de la peste qui règnent dans le pays, un fidèle jure avoir vu sur l'autel, la face du Christ s'illuminer. Pour l'assistance, il ne peut s'agir que d'un miracle, un message de miséricorde divine.
Un des nouveaux chrétiens qui participent à cette messe tente d'expliquer le phénomène par le simple reflet de la lumière d'une bougie. La foule le fait taire en le tirant par les cheveux à l'extérieur avant de le lyncher et de brûler son corps à Rossio (actuelle place Don Pedro IV) dans le centre de la capitale. Cela marque le début d'un massacre qui va durer trois jours. Les conversos, déjà considérés avec méfiance par la population, deviennent les boucs émissaires parfaits pour tous les malheurs du pays. La foule est encouragée par les frères dominicains, crucifix à la main, qui promettent l'absolution de tous les péchés durant cent jours à ceux qui tueront des nouveaux chrétiens dits hérétiques. Des marins de passage ancrés dans le Tage, hollandais de Zélande, d'Allemagne et d'autres endroits, se joignent à la population de Lisbonne dans ces violences.
Quand le massacre commence, la Cour se trouve à Abrantes où elle s'était installée pour fuir la peste. Manuel Ier était en route pour Béja, pour rendre visite à sa mère. Il aurait été prévenu du massacre à Avis. Il envoie aussitôt des magistrats tenter de mettre fin au bain de sang. De nombreux représentants de l'autorité, présents à Lisbonne, auraient été mis en cause et, dans certains cas, obligés de fuir.
Durant ces journées, des hommes, des femmes et des enfants sont pourchassés, extraits des églises où certains espéraient trouver refuge, torturés, égorgés, massacrés et jetés dans des bûchers improvisés par la foule composée également de jeunes Portugais et d'esclaves diligents pour les faire crépiter dans le quartier du Rossio, près de la place São Domingos à Lisbonne et au bord de la rivière do Tejo, qui accusent les « nouveaux chrétiens » de déicide, en tant que Juifs convertis neuf ans auparavant, mais aussi d'être à l'origine de la sécheresse et de la peste qui sévissent.
Le massacre dure trois jours, du 19 au 21 avril, en pleine Semaine sainte de 1506. Le dimanche voit des violences et des bûchers, où face à ces déchaînements, des responsables de la ville renoncent à intervenir de crainte de subir le même sort ; le lundi des scènes de pillage des maisons, de tortures et des enfants qu'on y trouvait au berceau coupés en morceaux ou écrasés contre les murs, et encore des bûchers où les cristãos-novos sont jetés morts ou vifs ; le mardi de la même façon et plus tard dans la journée, tous les anciens juifs étaient soit déjà morts soit cachés.
Le pogrom prendra fin avec la mort de João Rodrigues Mascarenhas, écuyer du roi, tué dans la confusion par une foule exaltée qui le prend pour un marrane avant que n'interviennent les troupes du roi pour restaurer l'ordre. Il y avait déjà eu près de 2 000 morts.

## Conséquence

Epistola de victoria contra infidèles habita (Lettre de son altesse le Roi du Portugal au pape Jules pour la deuxième victoire contre les infidèles), 1507.

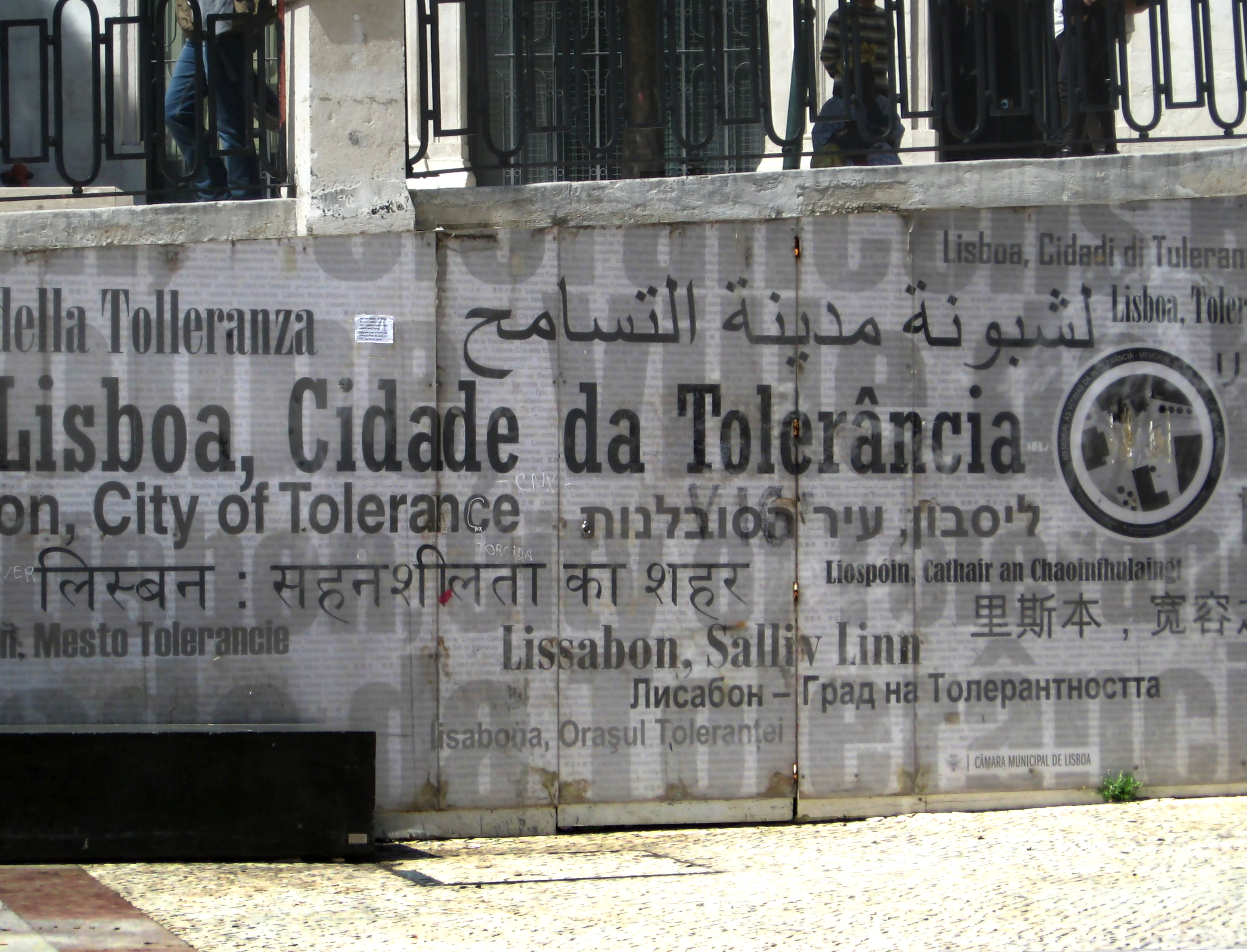
Le mur de "Lisbonne, cité de la tolérance", écrit en 34 langues, près de l'église Sao Domingo. Il fait partie du mémorial commémorant les victimes juives du massacre au centre de Lisbonne en 1506.

Envoyés par Manuel Ier avec des pouvoirs spéciaux, Prior do Crato et Dom Diogo Lopo, baron d'Alvito punirent certains des responsables, confisquant leurs biens ou les condamnant à la pendaison. Les marins étrangers s'étaient déjà réfugiés sur leur navire avec leur butin et échappèrent ainsi à toute sanction. Les Dominicains ayant encouragé la foule au pogrom furent dépouillés de leurs ordres religieux, condamnés à mort et exécutés. Il semble que le fameux couvent de São Domingos ait été fermé durant huit ans. Quant aux représentants de la ville de Lisbonne, ils furent exclus du Conseil de la Couronne (« Conselho da Coroa », équivalent actuel du Conseil d'État du Portugal) ; ils y siégeaient pourtant depuis 1385, date à laquelle le roi Jean Ier leur accorda ce privilège en remerciement de leur soutien durant la campagne menée pour s'emparer du trône portugais.
À la suite du massacre, face au climat de suspicion à l'égard des convertis, d'antijudaïsme croissant et à l'établissement officiel de l'Inquisition entré en fonction en 1540, soit plus de trente ans après le pogrom, de nombreuses familles juives prirent la fuite ou furent expulsés du pays. La plupart se réfugièrent aux Pays-Bas mais aussi en France, en Turquie et au Brésil.
Même bannis, les Juifs qui devaient quitter le Portugal ne pouvaient le faire qu'en échange d'une rançon à la Couronne, tout comme ils avaient dû s'acquitter d'une taxe à leur installation. Ces Juifs qui émigraient, abandonnaient leurs propriétés ou les vendaient pour un prix dérisoire, n'emportant que ce qu'ils pouvaient transporter.
Quelque temps plus tard, le décret de Manuel Ier de 1497 est assoupli.
Les « nouveaux chrétiens » et marranes restés au Portugal après le massacre, deviennent bientôt les otages de l'Inquisition portugaise qui perdurera au moins nominalement jusqu'en 1821.

## Hommage

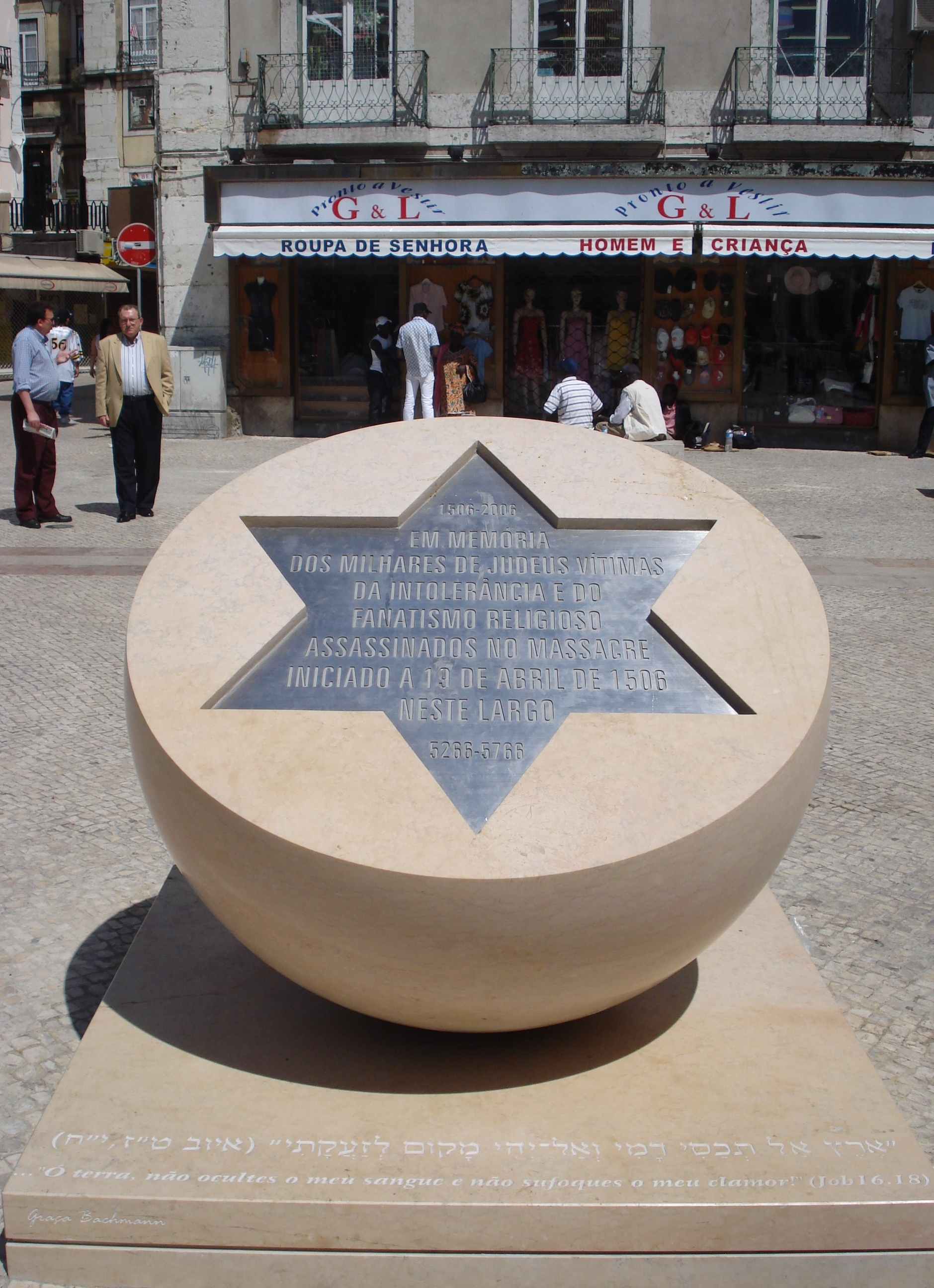
Monument en hommage aux juifs morts durant le massacre de 1506 à Lisbonne

Le souvenir de ce massacre se perpétue aujourd'hui à travers l'existence d'un monument inauguré place São Domingos à Lisbonne, le 23 avril 2008. Sur cette place, traditionnel lieu de rencontre des populations étrangères de Lisbonne, principalement africaines, on trouve également un mur avec les mots « Lisbonne, ville de la tolérance » inscrits dans 34 langues différentes.

## Dans l'historiographie portugaise
Le massacre de Lisbonne de 1506 est un pan de l'histoire portugaise oubliée, qui ne figure pas dans les livres d'histoire du pays, et fut pour ainsi dire effacé de la mémoire collective ; peu d'historiens portugais le mentionnent. L'horreur et la violence d'alors ont été décrites par des contemporains comme (en) Salomon Ibn Verga (1460 – 1554), Garcia de Resende (1470-1536), Damião de Góis (1502-1574), (en) Samuel Usque (1500-1555?) et plus tard par Alexandre Herculano (1810-1877), Oliveira Martins (1845 — 1894) ou plus récemment par l'historien juif américain Yosef Hayim Yerushalmi (1932-2009).